# Cardamine chenopodiifolia
Cardamine chenopodiifolia är en korsblommig växtart som beskrevs av Christiaan Hendrik Persoon. Cardamine chenopodiifolia ingår i släktet bräsmor, och familjen korsblommiga växter. Inga underarter finns listade i Catalogue of Life.